# Chiesa delle Anime (Tuglie)
La chiesa delle Anime è una chiesa di Tuglie, in provincia di Lecce. È ubicata in via Trieste.

## Storia
La chiesa delle Anime venne edificata nella metà dell'Ottocento inglobando la preesistente cripta della Madonna del Pozzo, che fu messa in disuso e usata per deposito di attrezzi e materiali di edilizia. La cripta risale ai primi anni del XIX secolo. La chiesa fu interessata da lavori di restauro e ampliamento all'inizio degli anni trenta su iniziativa di don Vito Bacile.

## Architettura

### Esterno
La facciata fu rifatta in stile neo-romanico e ultimata nel 1933 dal costruttore tugliese Giuseppe Toma. Il portale è circondato da un arco in pietra leccese che poggia su due colonne sorrette da due leoni. La parte superiore del portale incornicia una lunetta contenente un bassorilievo riproducente la Madonna del Carmine con San Simone apostolo, opera del cartapestaio leccese Raffaele Caretta.

### Interno
L'interno, ad aula rettangolare, è totalmente affrescato con dipinti realizzati da Alfredo Greco di Maglie nel 1935. Un dipinto a tempera, raffigurante un coro angelico, fa da sfondo all'altare maggiore su cui è collocata la statua della Madonna del Carmine. Lungo la navata si dispongono alcuni altari, tra i quali quelli dedicati alle Anime Purganti e a san Teodoro. Da una porta ai lati dell'altare maggiore si accede alla cripta sottostante, completamente restaurata e restituita al culto della Madonna del Pozzo il 16 luglio 1992. Nella chiesa ha sede la confraternita di Maria Santissima delle Anime Purganti.